# Silhouette (tävlingsbil)

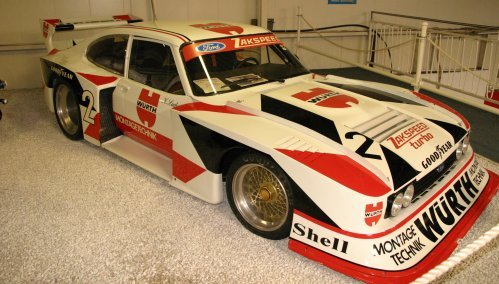
Ford Capri Grupp 5

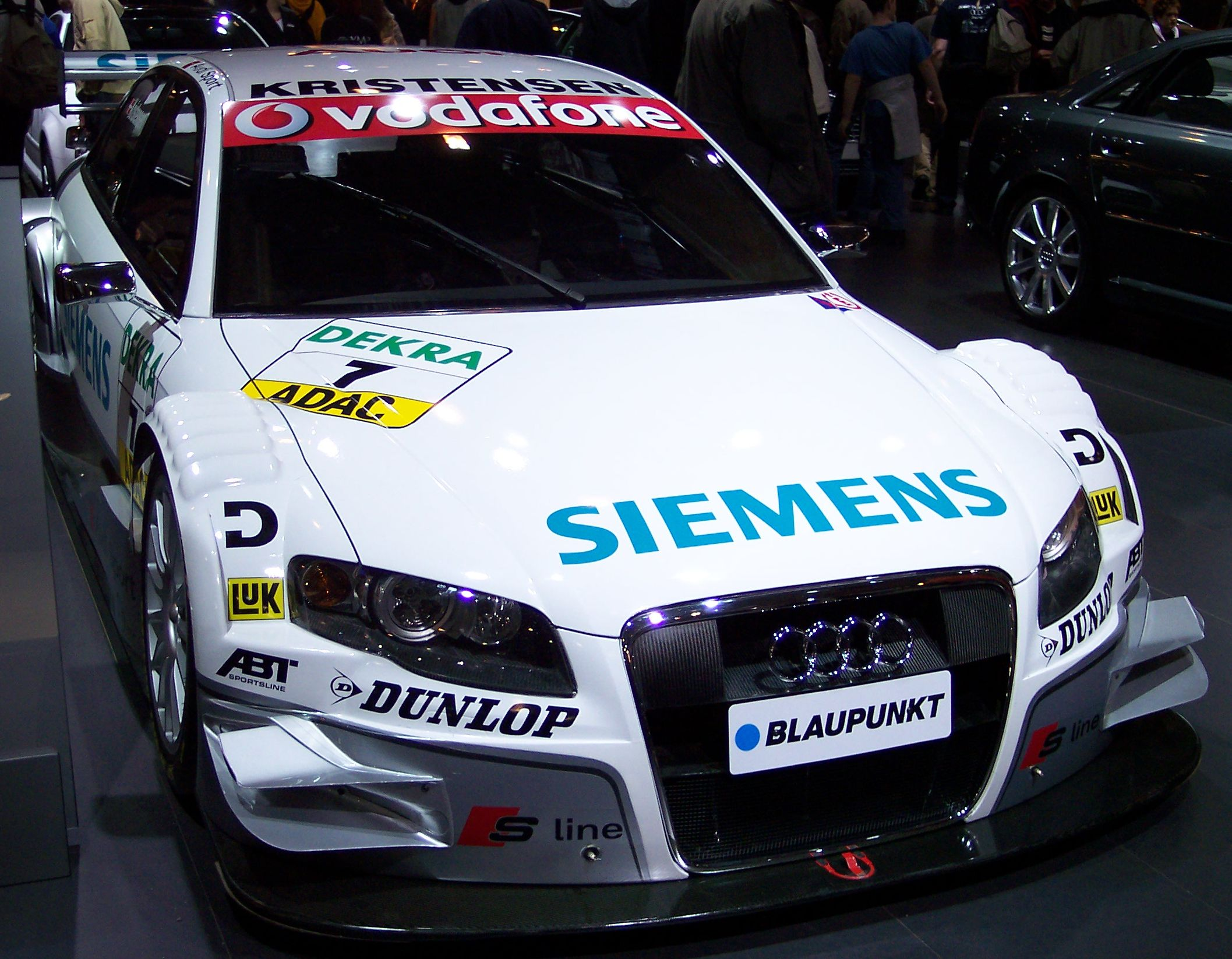
Audi A4 DTM

Silhouette är en tävlingsbil med en kaross som liknar en vanlig personbil, men vars chassi och drivlina är specialbyggd enbart för racing.
En silhouette byggs för att betona likheterna mellan tävlingsbilen på racerbanan och standardbilen åskådarna kan köpa hos biltillverkarens återförsäljare. Silhouetten har oftast en fackverksram eller kolfibermonocoque, som en formelbil eller sportvagnsprototyp. Även motor och växellåda är framtagna för tävling. Bilen förses med en kaross, oftast i plast eller andra kompositer, avsedd att likna en standardbil.